# Toni Coppers

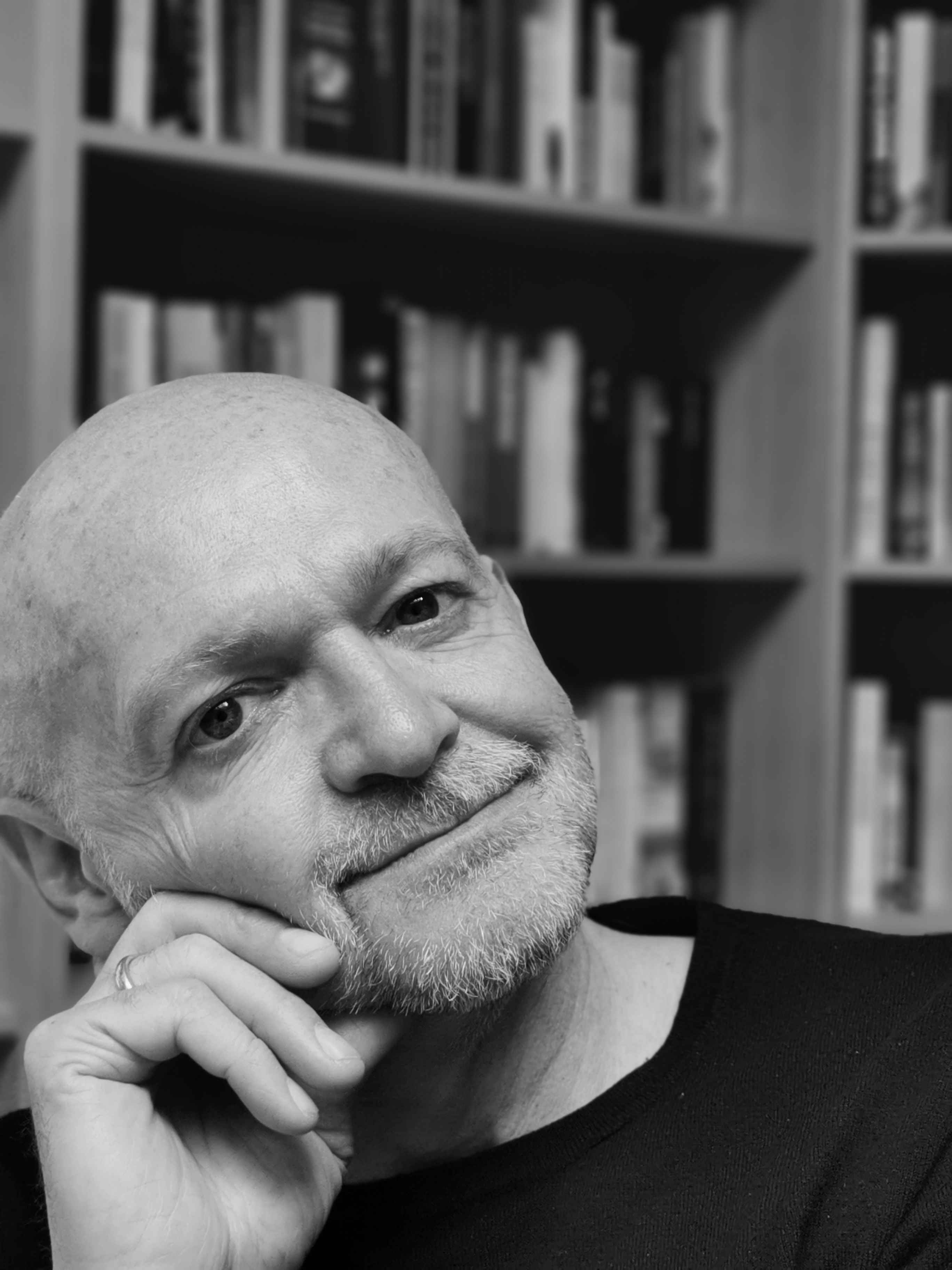

Toni Coppers (Sint-Truiden, 6 september 1961) is een Vlaams schrijver van misdaadromans, en is getrouwd met co-auteur Annick Lambert. Hij werd vooral bekend door zijn serie misdaadromans rond de Antwerpse commissaris Liese Meerhout.

## Loopbaan
Coppers debuteerde in 1995 met De Beha van Madonna, brieven van een reiziger, waarin hij literaire reisbrieven schreef aan vrienden en bekenden. In die tijd was hij reisjournalist voor Radio 1, en produceerde hij meerdere reisprogramma's bij de openbare omroep, zoals Gewoonweg, Lopend Vuur en Het Landhuis.
In 2005 begon Coppers als thrillerschrijver met Dixit, het hilarische verhaal van communicatiegoeroe David Cleeffs, een jaar later gevolgd door de sequel op Dixit, Heilige Nachten.  Het zijn eerder komische boeken dan thrillers, en ze nemen de wereld van de spindoctors, woordvoerders en 'communicatiedeskundigen' op de korrel. Beide boeken horen thuis in de Angelsaksische traditie van de farce, met schrijvers als Ben Elton of Stephen Fry als voorbeelden.
Met Niets is ooit (2008) maakt Coppers zijn debuut als volbloed thrillerschrijver. Niets is ooit is het eerste deel in een nieuwe thrillerreeks rond Liese Meerhout, inspecteur Kunstcriminaliteit in Brussel. De setting is de hedendaagse en kosmopolitische Europese hoofdstad. Het werd genomineerd voor de Hercule Poirotprijs 2008. In mei 2009 verscheen Engel, het tweede deel uit de reeks. Het derde boek rond Liese Meerhout, De geheime tuin, verscheen in 2010, een jaar later gevolgd door Iris was haar naam. Beide boeken werden genomineerd voor de Diamanten Kogel. In Iris verlaat Liese Meerhout de wereld van de kunst: ze wordt commissaris bij de Crim, de moordbrigade van Brussel. Eind maart 2012 verscheen de vijfde misdaadroman rond Liese Meerhout, Stil bloed. Voor de eerste keer verlaat commissaris Meerhout de hoofdstad: het boek speelt zich bijna volledig af in Oostende. In 2013 verhuisde commissaris Liese Meerhout naar Antwerpen, waar ze bij de Moordbrigade aan de slag ging.
In 2014 won Coppers de Hercule Poirotprijs voor zijn boek Dood water, de jaren daarop rijfde hij de Hercule Poirot-publieksprijzen binnen voor De vleermuismoorden, De hondenman, De jongen in het graf en Het vergeten meisje. Voor dat laatste boek ontving hij in 2018 de allereerste LangZullenWeLezen-trofee voor het spannende boek, een prijs uitgereikt door de VRT. 
In opdracht van VTM werd de Liese Meerhout-serie in Antwerpen verfilmd tot een tv-serie, getiteld Coppers. De dertiendelige serie werd uitgezonden tussen begin januari en eind maart 2016, met in de hoofdrollen Hilde De Baerdemaeker, Luk Wyns, Bert Verbeke, Lotte Pinoy en Joris Hessels. In 2022 werd de MAX Gouden Vleermuis aan hem toegekend.

## Magritte
Naar aanleiding van het internationale Magritte-jaar werd Toni Coppers door de erven van René Magritte gevraagd om een misdaadroman te schrijven die de wereld van de schilder eer zou aandoen. 
Dit resulteerde in "De Zaak Magritte" (juni 2017 - Manteau), een literaire misdaadroman die in Parijs en Brussel speelt. "De Zaak Magritte" werd genomineerd voor de Hercule Poirot Prijs 2017.
- International Standard Name Identifier: 0000 0003 6883 0177
- Library of Congress Control Number: nb2012024314
- Nederlandse Thesaurus van Auteursnamen: 13914529X
- Système universitaire de documentation: 25802027X
- Virtual International Authority File: 276768708
- WorldCat: E39PBJt43rvh7rCqwjGYktBF8C